# 별모양 집합

별모양 집합의 예.

수학에서 별모양 집합(-模樣集合, 영어: star-shaped set)은 유클리드 공간의 특정한 꼴의 부분집합이다. 대략, 별모양 집합을 벽으로 둘러싸였다고 생각하면, 어떤 원점이 존재하여 그 원점으로부터 벽까지의 시선이 가려지지 않는 집합이다.

## 정의
유클리드 공간 {\displaystyle \mathbb {R} ^{n}} 속의 별모양 집합 {\displaystyle S\subset \mathbb {R} ^{n}}는 다음 성질을 만족한다. 적어도 하나의 어떤 {\displaystyle \mathbf {x} _{0}\in S}가 존재하여, 모든 {\displaystyle \mathbf {x} \in S}와 {\displaystyle \alpha \in [0,1]}에 대하여,
{\displaystyle \alpha (\mathbf {x} -\mathbf {x} _{0})+\mathbf {x} _{0}\in S}
이다. (이러한 원점은 유일하지 않을 수 있으며, 별모양 집합을 정의하는 데이터에 포함되지 않는다.)
마찬가지로 복소수 벡터 공간 {\displaystyle \mathbb {C} ^{n}}에 대해서도 유사하게 별모양 집합을 정의할 수 있다.

## 성질
- 별모양 집합의 폐포는 별모양 집합이다. 그러나 별모양 집합의 내부는 별모양이지 않을 수 있다.
- 모든 별모양 집합은 축약 가능 공간이며, 따라서 단일 연결 공간이다.
- 공집합이 아닌 모든 볼록 공간은 별모양 집합이나, 그 역은 성립하지 않는다. (공집합은 볼록공간이지만 별모양 집합이 아닌 유일한 집합이다.)
- 별모양 집합들의 합집합이나 교집합]]은 별모양이 아닐 수 있다.
- {\displaystyle \mathbb {R} ^{n}} 속에서, 공집합이 아닌 열린 별모양 집합은 {\displaystyle \mathbb {R} ^{n}}과 미분동형이다.

## 참고 문헌
- Stewart, Ian; David Tall (1983). 《Complex Analysis》 (영어). Cambridge University Press. ISBN 0-521-28763-4. MR 0698076.
- Smith, C.R. (1968년 4월). “A characterization of star-shaped sets”. 《American Mathematical Monthly》 (영어) 75 (4): 386. JSTOR 2313423. MR 0227724.